# Шульман Семен Лазаревич
Шульман Семен Лазаревич (8 січня 1907, Полтава — 1 квітня 1986, Київ, УРСР) — радянський український кінорежисер. Лауреат премії ім. М. В. Ломоносова АН СРСР (1971). Нагороджений медалями, значком «Отличник кинематографии СССР».

## Життєпис
Народився 1907 р. в м. Полтаві в родині службовця. Закінчив Одеський технікум кінематографії (1929). 
Працював на Одеській і Київській студіях художніх фільмів, а з 1940 р. — на «Київнаукфільмі».
Був членом Спілки кінематографістів УРСР.
Помер 1 квітня 1986 р. в Києві. 

## Фільмографія
- Співавтор сценарію «Щасливий фініш» (1934, реж. П. Коломойцев)

Створив стрічки:
- «Метод А. Семиволоса» (1940),
- «Виноробство» (1946),
- «В гирлі Дунаю» (1947),
- «В садах Молдавії» (1948),
- «Молдавська РСР» (1950),
- «Фарфор і фаянс на Україні» (1952),
- «Українська народна творчість» (1957),
- «Люди великої мрії» (1958),
- «Електронний консиліум» (1959, Перша премія III Всесоюзного кінофестивалю, 1960),
- «Вони повинні чути» (1961),
- «Юрій Шумський» (1965),
- «Формула емоцій» (1967),
- «Посвячення в бельканто» (1968, про викладання вокалу в школі професора Київської консерваторії Марії Донець-Тессейр; за сценар. К. Теплицького)[1]
- «Наука про привиди» (1969, Гран-прі, Чехословаччина; Гран-прі і золота медаль в Угорщині, Диплом і Приз Всесоюзного кінофестивалю, 1970; Премія ім. М.Ломоносова, 1971; Диплом і Приз XXV конгресу МАНК, 1971),
- «Бела Руденко» (1971),
- «Що ти відчуваєш, людино» (1975) та ін.